# Feldbahnen am Sông Đá Bạch
| Moës-Glühkopfmotorlokomotive Typ CL der Mine Clotilde-Louise |                     |                                       |                                       |
| Trassen der ehemaligen Feldbahnen am Sông Đá Bạch S. 165 |                     |                                       |                                       |
| Spurweite: | 600 mm (Schmalspur) |                                       |                                       |
| |                     |                                       |                                       |
| \| \| \| Minen von Mạo Khê Rosette \| \| \| \| \| Minen von Mạo Khê Édouard \| \| \| \| \| Mine von Tràng Bạch Schœdlin[4] \| \| \| \| 4 \| Mine von Hoanh-Mô Espoir \| Mine von Hoanh-Mô Espoir \| \| \| \| Minen von Bi-Chô Fabien und Alexandre \| \| \| \| 19 \| Mine von Uông Bí Clotilde-Louise \| Mine von Uông Bí Clotilde-Louise \| \| \| \| Mine von Vàng Danh Françoise \| \| \| \| 7 \| Mine von Bieu-Nghi Renée[5] \| Mine von Bieu-Nghi Renée[5] \| |                     |                                       |                                       |
| Kopfbahnhof Streckenanfang und quer (Strecke außer Betrieb) · Abzweig quer und von rechts (Strecke außer Betrieb) · Kopfbahnhof Streckenende und quer (Strecke außer Betrieb) |                     | Minen von Mạo Khê Rosette             | Minen von Mạo Khê Rosette             |
| Strecke nach links (außer Betrieb) · Kopfbahnhof Streckenende und quer (Strecke außer Betrieb) |                     | Minen von Mạo Khê Édouard             | Minen von Mạo Khê Édouard             |
| Kopfbahnhof Streckenanfang und quer (Strecke außer Betrieb) · Strecke quer (außer Betrieb) · Kopfbahnhof Streckenende und quer (Strecke außer Betrieb) |                     | Mine von Tràng Bạch Schœdlin          | Mine von Tràng Bạch Schœdlin          |
| Kopfbahnhof Streckenanfang und quer (Strecke außer Betrieb) · Strecke quer (außer Betrieb) · Kopfbahnhof Streckenende und quer (Strecke außer Betrieb) | 4                   | Mine von Hoanh-Mô Espoir              | Mine von Hoanh-Mô Espoir              |
| Kopfbahnhof Streckenanfang und quer (Strecke außer Betrieb) · Strecke quer (außer Betrieb) · Kopfbahnhof Streckenende und quer (Strecke außer Betrieb) |                     | Minen von Bi-Chô Fabien und Alexandre | Minen von Bi-Chô Fabien und Alexandre |
| Kopfbahnhof Streckenanfang und quer (Strecke außer Betrieb) · Abzweig quer und von rechts (Strecke außer Betrieb) · Kopfbahnhof Streckenende und quer (Strecke außer Betrieb) | 19                  | Mine von Uông Bí Clotilde-Louise      | Mine von Uông Bí Clotilde-Louise      |
| Strecke nach links (außer Betrieb) · Kopfbahnhof Streckenende und quer (Strecke außer Betrieb) |                     | Mine von Vàng Danh Françoise          | Mine von Vàng Danh Françoise          |
| Kopfbahnhof Streckenanfang und quer (Strecke außer Betrieb) · Kopfbahnhof Streckenende und quer (Strecke außer Betrieb) | 7                   | Mine von Bieu-Nghi Renée              | Mine von Bieu-Nghi Renée              |

Die Feldbahnen am Sông Đá Bạch waren sechs Schmalspurbahnen von den Kohlebergwerken der Đông Triều-Kette nördlich von Hải Phòng zum Fluss am Sông Đá Bạch in Vietnam.

## Geschichte
Ab 1900 stieg die Zahl der Bergbaukonzessionen für den Kohleabbau in Vietnam aufgrund der kolonialen Bergbauverordnung von 7 im Januar 1900 auf 39 im Dezember 1913. Zwar wurden viele dieser Konzessionen nie in Anspruch genommen (es gab nur 13 Bergwerke die zu dieser Zeit tatsächlich Kohle förderten), aber die Kohleproduktion abgesehen von den Minen von Hòn Gai (Paul, Marcelle, Francis, Hien usw.) stieg allmählich von 6.800 Tonnen im Jahr 1900 auf 138.300 Tonnen im Jahr 1913. Die meisten neuen Kohleminen befanden sich im Kohlebecken von Quảng Yên und konzentrierten sich insbesondere auf drei Gebiete:
- Die südliche Linie der Đông Triều-Kette (Schœdelin, Édouard, Chacha, Espoir usw.)
  - Bergwerk Schœdelin: Erworben durch öffentliche Ausschreibung im Jahr 1899 (Eigentümer: Erben Sarran)
  - Mine Saladin: Erworben durch öffentliche Ausschreibung im Jahr 1900 (Eigentümer: Société minière et métallurgique de l'Indo Chine)
  - Mine Espoir: Konzessioniert im Jahr 1905. (Eigentümer: Société minière et métallurgique de l'Indo-Chine)[6]
  - Mine Édouard: Konzessioniert im Jahr 1905 (Eigentümer: Marty et d'Abbalie, Hải Phòng)
- Die nördliche Linie der Đông Triều-Kette (Clotilde-Louise, Françoise usw.)
- Der Westen der Bucht von Hòn Gai (Paul, Marcelle, Francis, Hien usw.)

Alle diese Bergwerke bauten in unterirdischen Stollen Schichten ab, die mit einer konstanten Ost-West-Richtung parallel sowohl zum Lauf des Sông Đá Bạch, der im Süden verläuft, als auch zur Dong-Triêu-Kette, die im Norden liegt, vorkamen. Die Schichten waren zahlreich. Sie erstreckten sich von der Ebene über die gesamte Höhe der Bergkette, wobei sie zunächst nach Süden und dann nach Norden abfielen. Ihre durchschnittliche Dicke betrug in der Regel zehn Meter. Aufgrund der dazwischen liegenden Schieferbänke war sie jedoch nicht vollständig nutzbar und man beschränkte sich darauf, die besten Bänke abzubauen. Der Betrieb der Mine Saladin wurde bereits 1906 eingestellt. Die Société métallurgique et minière konzentrierte daraufhin ihre Aktivitäten auf die Konzession Espoir, deren Schichten ihr gleichmäßiger vorkamen. Der Betrieb der Mine Espoir begann 1921 mit einer Produktion von 5.900 Tonnen/Jahr. 1923 erreichte sie 17.000 Tonnen/Jahr wurde 1924 auf 29.000 Tonnen/Jahr erhöht. Die Produkte wurden über eine 4 Kilometer lange Feldbahn mit einer Spurweite von 600 mm bis zur Schiffsanlegestelle im Dorf Hoanh-Mô abtransportiert.

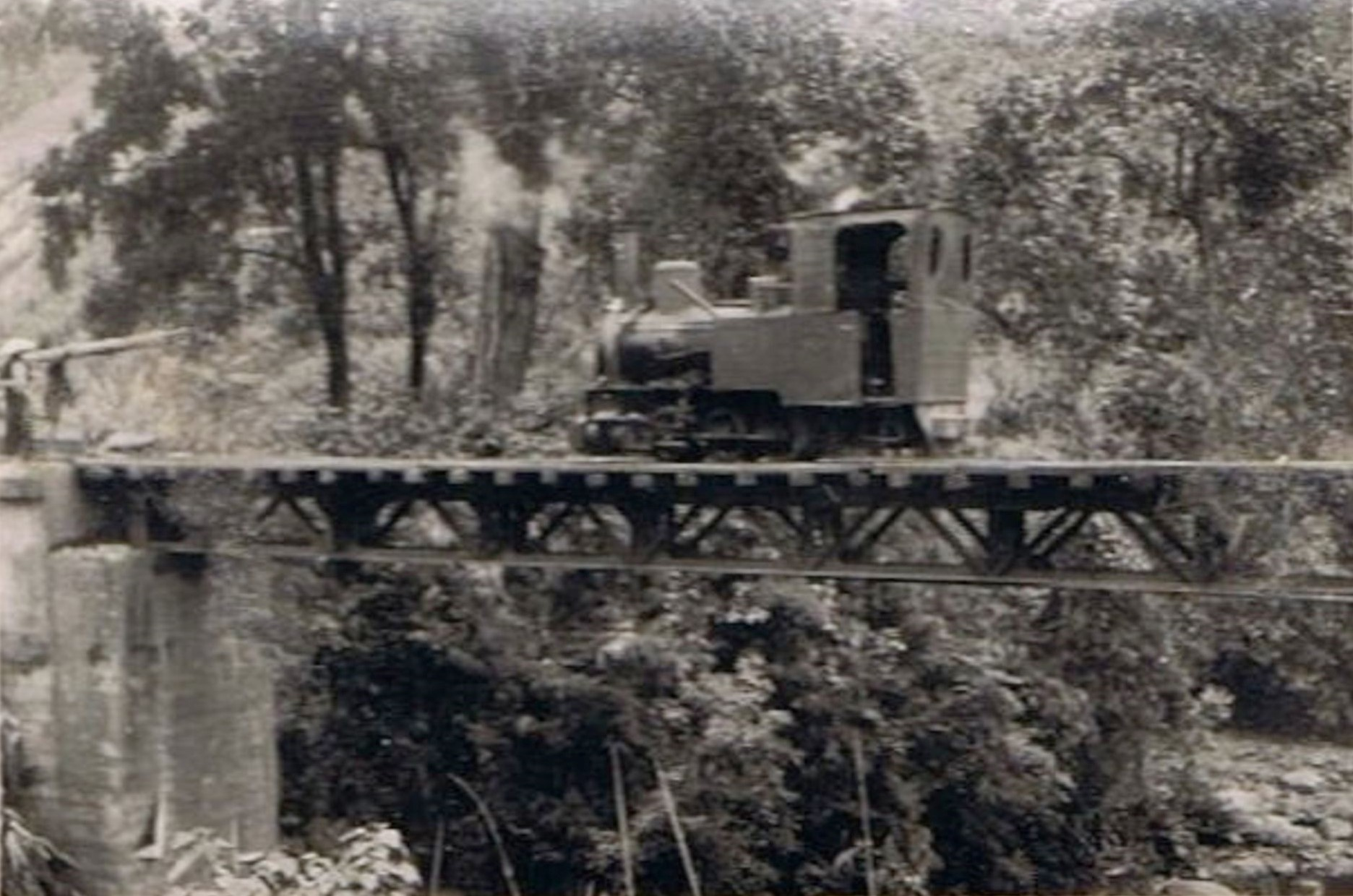
Feldbahn-Lokomotive auf einer Brücke

Fast alle Bergwerke verfügten über Decauville-Gleise, die zwischen den Stolleneingängen und den Flusshäfen verlegt wurden. Nur in der Mine Edouard wurde die Kohle bis 1906 auf dem Rücken von Männern von der Mine zum 4 km entfernten Anlegeplatz transportiert.
Besonders viel Aufmerksamkeit zog die Region Đông Triều auf sich, von der einige Schichten einen hohen Anteil an großen, sehr harten und glänzenden Brocken produzierten. In jenen Jahren stieg sie nach Hòn Gai zur zweitgrößten Förderregion Tonkins auf. Der Großteil dieser Produktion stammte aus zwei Betrieben, den Minen Édouard in Mạo Khê und der Mine Schœdelin in Tràng Bạch.
Der Konzessionär der Mine Edouard war Marty, der sich bereits seit einigen Jahren für den Betrieb von Kohleminen interessierte, um seine Schiffe zu versorgen. Nach dem Misserfolg in Yên Bái war er mit der Ausbeutung der Mine Edouard zufrieden. Seine Produktion stieg allmählich an, insbesondere nach der Fertigstellung der Feldbahnlinie im Jahr 1906, die die Mine mit dem Fluss Sông Đá Bạch verband.
Die Mine Schœdelin wurde ab 1906 von der Compagnie minière et in dustrielle de l'Indo-Chine betrieben, die im Jahr zuvor mit einem Kapital von 3 Millionen Francs gegründet worden war. Nachdem diese Gesellschaft auch in den Besitz der an die Mine Schœdelin angrenzenden Mine Chacha gelangt war, begann sie mit recht umfangreichen Arbeiten, um die beiden Minen gemeinsam auszubeuten. So wurde eine Feldbahnstrecke zwischen den Minen und dem Fluss Sông Đá Bạch angelegt und eine Wäscherei sowie eine Brikettpresse installiert.
Die Ergebnisse waren jedoch gemischt. Während die Förderung in der Mine Schœdelin allmählich auf 30.000 Tonnen pro Jahr anstieg, wurde der Betrieb in der Mine Chacha 1907 eingestellt, nachdem nur 3.000 Tonnen gefördert worden waren. Darüber hinaus funktionierten die Wäscherei und die Brikettpresse nie zufriedenstellend und wurden später aufgegeben.
Die Ergebnisse, die die Société métallurgique et minière de l'Indo-Chine in den Minen Saladin und Espoir erzielte, waren weitaus enttäuschender. Die 1898 mit einem Kapital von 250.000 Francs gegründete Gesellschaft, das später auf 375.000 Francs erhöht wurde, konnte zwischen 1904 und 1905 nur 1.000 Tonnen Kohle aus diesen Minen fördern. Sie verzichtete auf deren Ausbeutung und konzentrierte ihre Anstrengungen anschließend auf die Ausbeutung einer Kupfermine in Vạn Sài in der Provinz Sơn La sowie auf die Suche nach weiteren Metallvorkommen in der Region Haut Tonkin.
Doch auch diese neue Ausrichtung brachte der Gesellschaft keine befriedigenden Ergebnisse, und sie wurde deshalb 1914 aufgelöst. In der nördlichen Linie der Đông Triều-Kette brachte Maurice Ferdinand de Redon de Colombier, ein Ingenieur und Geschäftsmann, der einige Bergbauunternehmen in Algerien und Tunesien gegründet hatte, mehrere Konzessionen in seinen Besitz und führte aktiv Arbeiten durch, um deren Ausbeutung vorzubereiten. Das Vorkommen in dieser Region hatte den Vorteil, hart zu sein und sehr wenig taubes Gestein zu liefern.

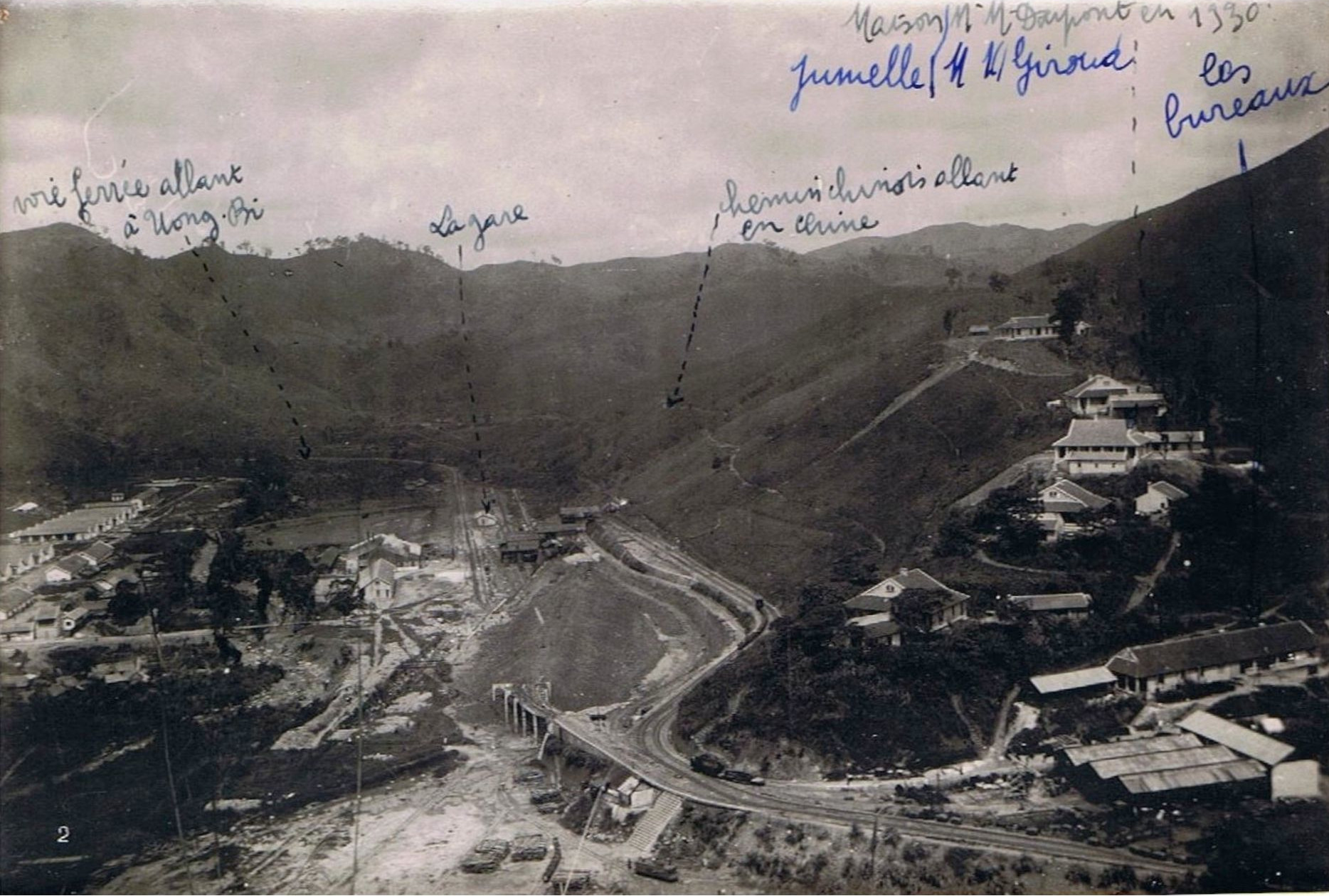
Die Mine Clotilde-Louise: Links die Arbeitersiedlung, in der Mitte die Feldbahn nach Uông Bí, auf halber Höhe die Wohnhäuser des Managements und oberhalb das Büro, 1930

Die Mine Clotilde-Louise in Vàng Danh bei Uông Bí wurde in den 1920er und 1930er Jahren zu einem der wichtigsten Bergbaubetriebe in Tonkin. Aufgrund ihrer Lage inmitten der Bergregion dauerten die Vorbereitungsarbeiten jedoch recht lange, so dass die Mine erst ab 1918 in die Produktionsphase eintreten konnte.
Außerdem wurden mehrere kleine Minen westlich der Bucht von Hòn Gai in Betrieb genommen. Die Vorkommen in dieser Region waren sowohl hinsichtlich der Schichtdicke als auch der Kohlequalität weniger vorteilhaft, aber die Nähe zu einer Wasserstraße zog mehrere Personen an, die relativ kostengünstig Minen betreiben wollten. So konnten Minen wie Francis, Hien und Paul vor dem Ersten Weltkrieg etwa zehntausend Tonnen pro Jahr produzieren.

## Heutige Situation
Der Kohlebergbau ist der größte Industriezweig im nordöstlichen Teil des Bezirks Đông Triều, wo 2019 etwa 2,5 Millionen Tonnen Kohle gefördert wurden. Der Obstanbau (z. B. Drachenfrüchte, Orangen und Litschis) hat sich im gesamten Bezirk Đông Triều schnell entwickelt. Die Obstanbaufläche nahm im Zeitraum 2000–2019 um fast 7 % zu. Insbesondere die Verknappung des Bewässerungswassers aufgrund der Wasserverschmutzung in Bergbaugebieten ließ den Landwirten keine andere Wahl, als von Ackerland auf Obstplantagen umzustellen.